# BlaBlaCar

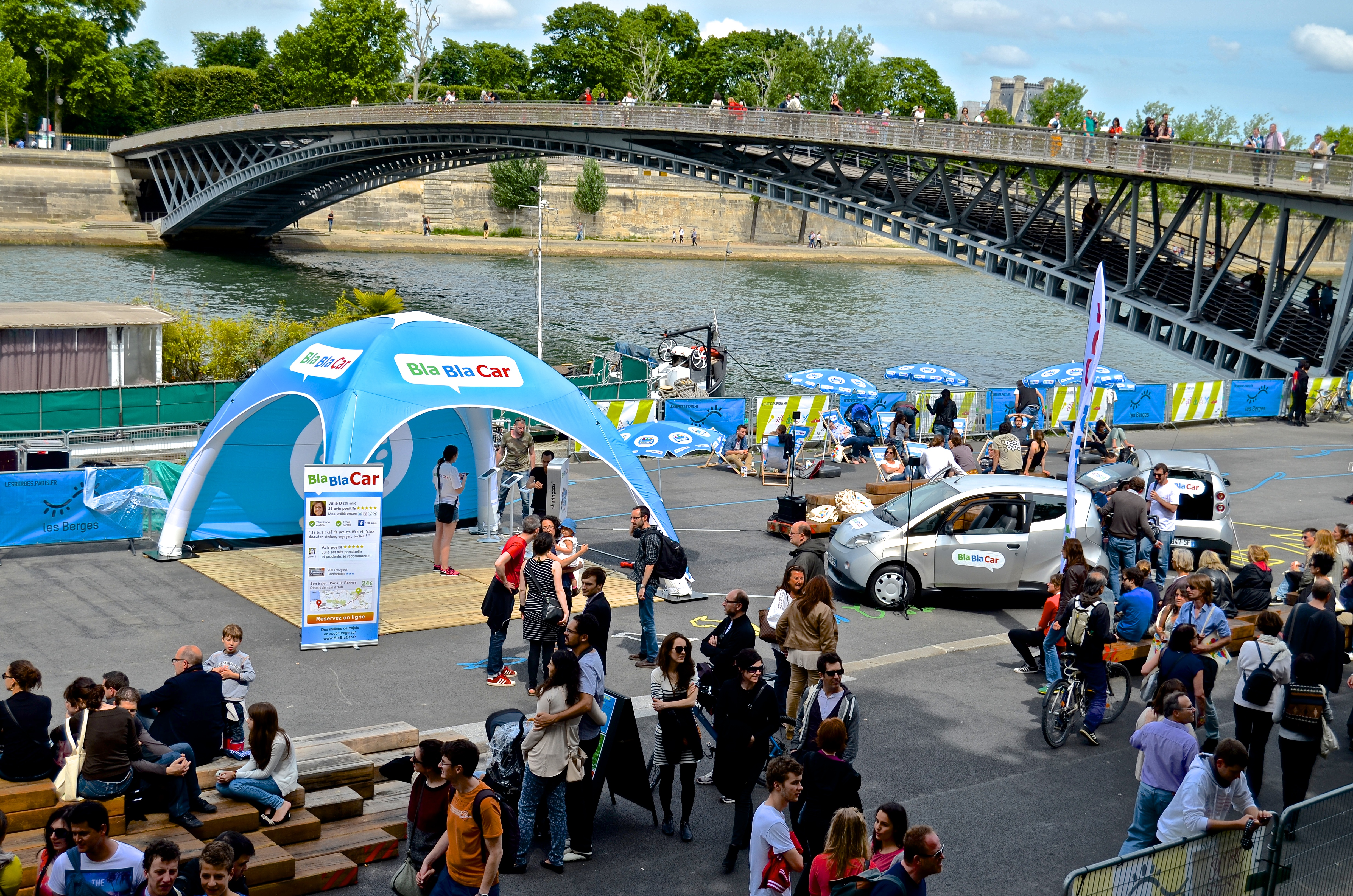
Acte de promoció de BlaBlaCar a París (2014)

BlaBlaCar, anteriorment Covoiturage.fr, és una plataforma comunitària de pagament d'ús compartit de l'automòbil concebuda el 2004 per Frédéric Mazzella i llançat oficialment el 2006. L'establiment de la relació entre usuaris fou gratuïta fins a l'any 2011, quan esdevingué de pagament, de l'ordre del 15 % del preu de la compartició. Amb 10 milions d'usuaris el 2014, BlaBlaCar és el líder de les plataformes d'ús compartit de l'automòbil d'Europa.
Els fundadors de BlaBlaCar foren Frédéric Mazzella, Francis Nappez i Nicolas Brusson.